# Disdrometr

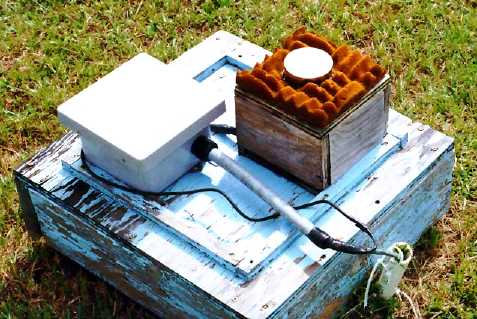
Disdrometr tradycyjny

Disdrometr – rodzaj deszczomierza, przyrząd meteorologiczny, który mierzy wielkość i częstotliwość kropel deszczu oraz prędkość ich spadania. Na tej podstawie określa się intensywność opadu i sporządza profil opadu deszczu (rozkład wielkości kropel). Pomiary są najczęściej wykorzystywane w meteorologii morskiej i lotniczej; pomagają m.in. ustalić jaka jest widzialność w strefie deszczu.

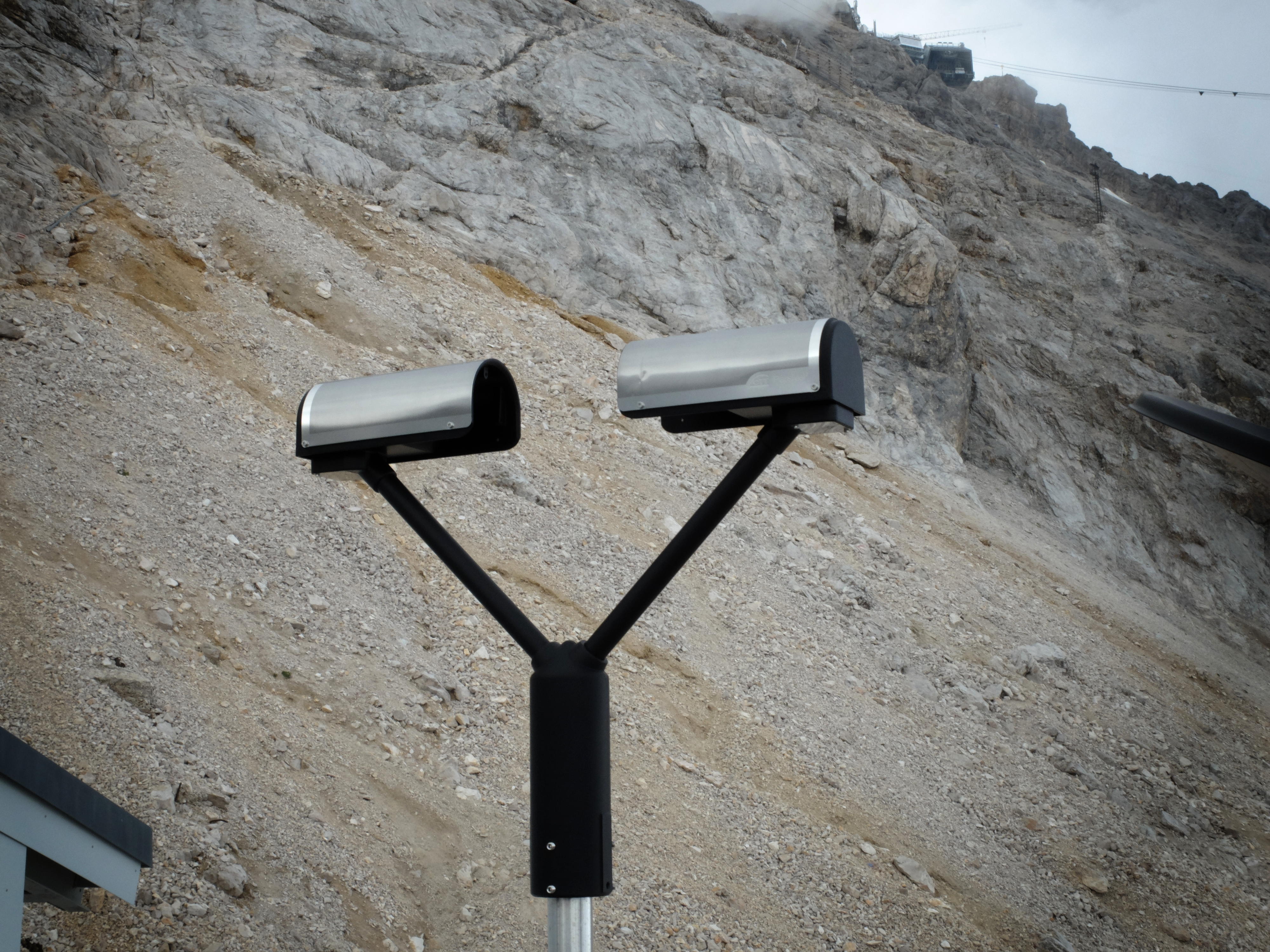
Disdrometr optyczny (laserowy)

Dane o opadach atmosferycznych są wykorzystywane również przy projektowaniu wielu obiektów, a także dla potrzeb inżynierii środowiska. Rozpoznanie lokalnych warunków opadowych jest konieczne np. dla przyjmowania obciążeń powierzchni dachów śniegiem, kontroli ilości odcieków ze składowisk, predykcji stanów w ciekach naturalnych. Znajomość danych opadowych jest niezbędna dla racjonalnego projektowania i eksploatacji systemów kanalizacji deszczowej i ogólnospławnej dla terenów zurbanizowanych.
W tradycyjnym disdrometrze pomiar następuje podczas uderzeń kropli o powierzchnię poziomej płytki. Każde uderzenie kropli jest zamieniane na impuls elektryczny. Następnie komputer zlicza liczbę kropel oraz ich wielkość (czym większa kropla, tym impuls jest silniejszy). W najnowszych urządzeniach do pomiarów wykorzystuje się czujniki akustyczne (hydrofony) lub lasery. Urządzenia tego typu zbierają więcej informacji o opadach. Potrafią ocenić kształt kropel, rozróżniają też rodzaje opadów – np. mgłę, mżawkę, śnieg oraz grad.
Informacje zbierane przez disdrometry są również wykorzystywane do modelowania zmian klimatycznych i hydrologicznych.